# NGC 5702
NGC 5702 is een lensvormig sterrenstelsel in het sterrenbeeld Ossenhoeder. Het hemelobject werd op 20 april 1792 ontdekt door de Duits-Britse astronoom William Herschel.

## Synoniemen
- UGC 9434
- MCG 4-35-2
- ZWG 134.7
- PGC 52347